# Addicted (album Devin Townsend Project)
Addicted – album studyjny Devin Townsend Project. Wydawnictwo ukazało się 17 listopada 2009 roku nakładem wytwórni muzycznych HevyDevy Records i InsideOut Music.
Nagrania dotarły do 168. miejsca listy Billboard 200 w Stanach Zjednoczonych sprzedając się w nakładzie 3,7 tys. egzemplarzy w przeciągu tygodnia od dnia premiery. Nagrania były promowane teledyskiem do utworu "Bend It Like Bender!", który wyreżyserował Konrad Palkewicz.

## Lista utworów
Opracowano na podstawie materiału źródłowego.
| Nr  | Tytuł utworu           | Słowa          | Muzyka                        | Długość |
| --- | ---------------------- | -------------- | ----------------------------- | ------- |
| 1.  | „Addicted!”            | Devin Townsend | Devin Townsend                | 5:37    |
| 2.  | „Universe in a Ball!”  | Devin Townsend | Devin Townsend                | 4:09    |
| 3.  | „Bend It Like Bender!” | Devin Townsend | Devin Townsend                | 3:37    |
| 4.  | „Supercrush!”          | Devin Townsend | Devin Townsend                | 5:13    |
| 5.  | „Hyperdrive!”          | Devin Townsend | Devin Townsend                | 3:36    |
| 6.  | „Resolve!”             | Devin Townsend | Devin Townsend                | 3:12    |
| 7.  | „Ih-Ah!”               | Devin Townsend | Devin Townsend                | 3:45    |
| 8.  | „The Way Home!”        | Devin Townsend | Devin Townsend, Brian Waddell | 3:14    |
| 9.  | „Numbered!”            | Devin Townsend | Devin Townsend                | 4:55    |
| 10. | „Awake!”               | Devin Townsend | Devin Townsend                | 9:44    |
|     |                        |                |                               | 47:02   |

## Twórcy
Opracowano na podstawie materiału źródłowego.
| - Devin Townsend - wokal prowadzący, gitara, instrumenty klawiszowe, programowanie, producent muzyczny, miksowanie, inżynieria dźwięku - Ryan van Poederooyen - perkusja, instrumenty perkusyjne - Brian Waddell - gitara basowa - Mark Cimino - gitara - Anneke van Giersbergen - wokal prowadzący, wokal wspierający - Dave Young - instrumenty klawiszowe - Susanne Richter - wokal wspierający |  | - Travis Smith - okładka, oprawa graficzna - Mike Young - edycja cyfrowa - Sheldon Zahrako - realizacja nagrań - Ray Fulber - inżynieria dźwięku - Troy "T-roy" Glessner - mastering - Erich Saide, Paul Bergen, Michael Anneta - zdjęcia |

## Listy sprzedaży
| Lista                   | Kraj              | Pozycja |
| ----------------------- | ----------------- | ------- |
| Billboard 200           | Stany Zjednoczone | 168     |
| Suomen virallinen lista | Finlandia         | 36      |